# Bắc Sơn (acteur)
Bắc Sơn (Long Thành, Đồng Nai, 25 december 1931 – 23 februari 2005) was een Vietnamees acteur en scenarioschrijver.
Bắc Sơn was het pseudoniem van Trương Văn Khuê, geboren in Phước Lộc in het district Long Thành.
Als leraar in Saigon ging hij bij de televisieomroep werken en maakte daar programma's over het buitenland. Daardoor werd hij bij het grote publiek bekend, onder andere ook door het zingen van Vietnamese volksliederen. Uiteindelijk zou hij ook ruim 500 liedjes schrijven.
Bắc Sơn zou ook in meer dan 60 Vietnamese films spelen en 80 scenario´s schrijven.